# 聚花白饭树
聚花白饭树（学名：Flueggea leucopyrus）是叶下珠科白饭树属的植物。分布于印度、斯里兰卡以及中国大陆的四川等地，生长于海拔1,000米至1,450米的地区，多生在山坡灌丛中，目前尚未由人工引种栽培。

## 异名
- Securinega leucopyra (Willd.) Muell.-Arg